# Milford Hall

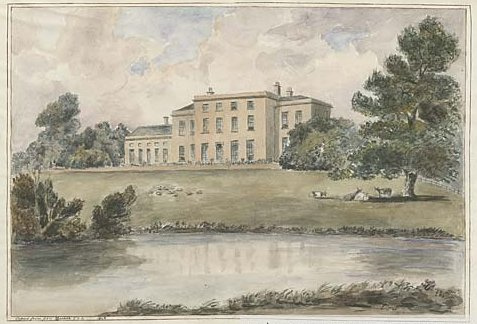
Ansicht von Milford Hall, Sitz von R. B. Levett Esq., 1848

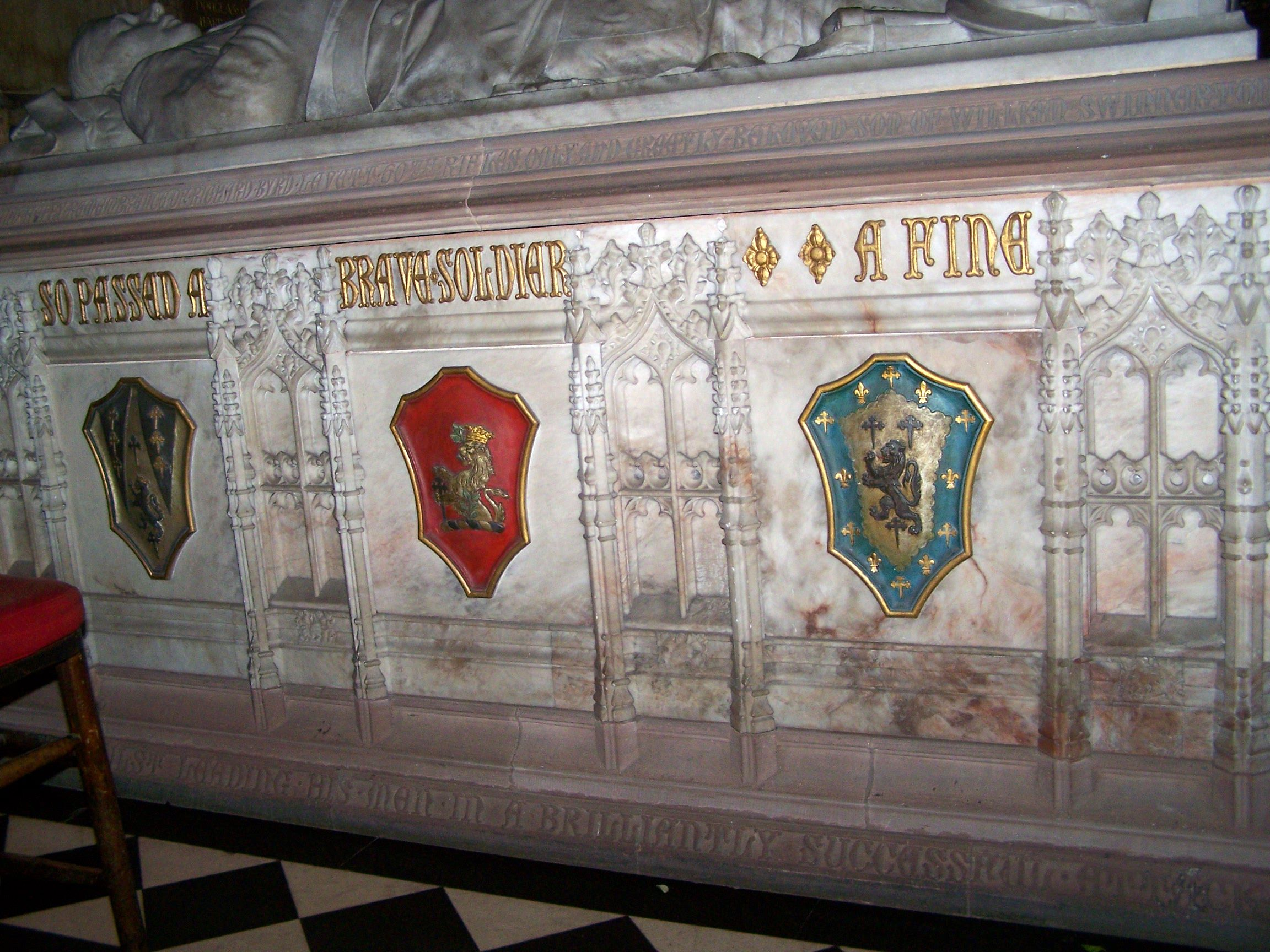
Grab von Richard Byrd Levett, Leutnant des King's Royal Rifle Corps, in der Kirche St. Thomas in Walton-on-the-Hill. Wappen der Levetts von Milford Hall und der Levetts von Wychnor Park

Milford Hall ist ein Landhaus im Dorf Milford bei Stafford in der englischen Grafschaft Staffordshire. Das Haus aus dem 18. Jahrhundert befindet sich in privater Hand und English Heritage hat als historisches Bauwerk II. Grades gelistet.
Das Anwesen kam 1749 in den Besitz der Familie Levett, als Reverend Richard Levett, Sohn des Rektors von Blithfield, Lucy Byrd, Nachfahrin der Familie Byrd aus Cheshire und Erbin von Milford Hall heiratete. (Die Familie Levett kam aus Sussex und die Levetts aus Staffordshire besitzen Papiere über die Familienverbindung zu William Levett, Esq., der Groom of the Bedchamber von König Karl I. war und den König in sein Gefängnis in Carisbrooke Castle auf der Isle of Wight und schließlich zu seiner Hinrichtung begleitete.).
Ebenfalls in Milford Hall befindet sich eine Replika eines alten Bronzesiegels, das man im 19. Jahrhundert bei Eastbourne gefunden hat (jetzt in der Sammlung im Museum von Lewes Castle), mit dem Wappen von John Livet. Das Signet soll einem der ersten Familienmitglieder, das 1316 Grundherr von Firle in East Sussex war, gehört haben.
In Milford Hall findet sich auch ein beleuchteter Stammbaum mit Wappen der Familie von ihren Wurzeln in Sussex und der Normandie im 11. Jahrhundert.
Aus dieser Familie aus Sussex ging Sir Richard Levett, ein mächtiger Kaufmann, Lord Mayor of London und Besitzer des Kew Palace hervor, der Sohn des Reverend Richard Levett (Bruder von William Levett, dem Groom of the Bedchamber von König Karl I.) aus Ashwell war, ebenso wie Dr. William Levett aus, Dekan von Magdalen Hall und an der University of Bristol. Die Familie ist anglonormannischer Abstammung und leitet ihren Namen vom Dorf Livet (heute Jonquerets-de-Livet) in der Normandie ab.
Levett ersetzte das bestehende Haus durch ein neues Landhaus in georgianischem Stil. Die Hauptostfassade hatte drei Stockwerke und vier Joche und wird von zwei zweistöckigen Flügeln mit zwei Jochen flankiert. Südlich ist eine Orangerie mit fünf Jochen angeschlossen. Über dem Haupteingang befand sich ein Ziergiebel, gestützt von ionischen Säulen.
1817 wurde das Haus im Auftrag des Sohnes von Richard Levett, ebenfalls mit Namen Richard, stark erweitert und umgebaut; Pfeiler und Ziergiebel wurden entfernt und der Haupteingang auf die Westseite verlegt.
Die Unterlagen der englischen Volkszählung von 1881 zeigen, dass neben der Familie Levett noch 14 Bedienstete in Milford Hall lebten. Nach dem Tod von Captain William Swynnerton Byrd Levett 1929 fiel das Anwesen an seine Tochter Dyonese Haszard, die Gattin von Colonel Gerald Haszard, OBE und Royal Marines.
Die Familie Levett-Haszard behielt Milford Hall. Der einzige Bruder von Dyonese Haszard, Leutnant Richard Byrd-Levett vom King’s Royal Rifle Corps, fiel 1917 im Ersten Weltkrieg in Frankreich.
Leutnant Levett, ein Absolvent des Eton College, starb bei einem Angriff auf die Stadt Irles in Frankreich am Morgen des 14. März 1917. Daraufhin ließen seine Eltern in der St.-Thomas-Kirche im nahegelegenen Walton-on-the-Hill zu seinen Ehren eine marmorne Erinnerungstafel aufstellen. Leutnant Levetts Grab zeigt das Wappen der Levetts von Milford Hall für seinen Vater, William Swynnerton Byrd Levett, und das Wappen der Levetts von Wychnor Park für seine Mutter, Maud Levett.

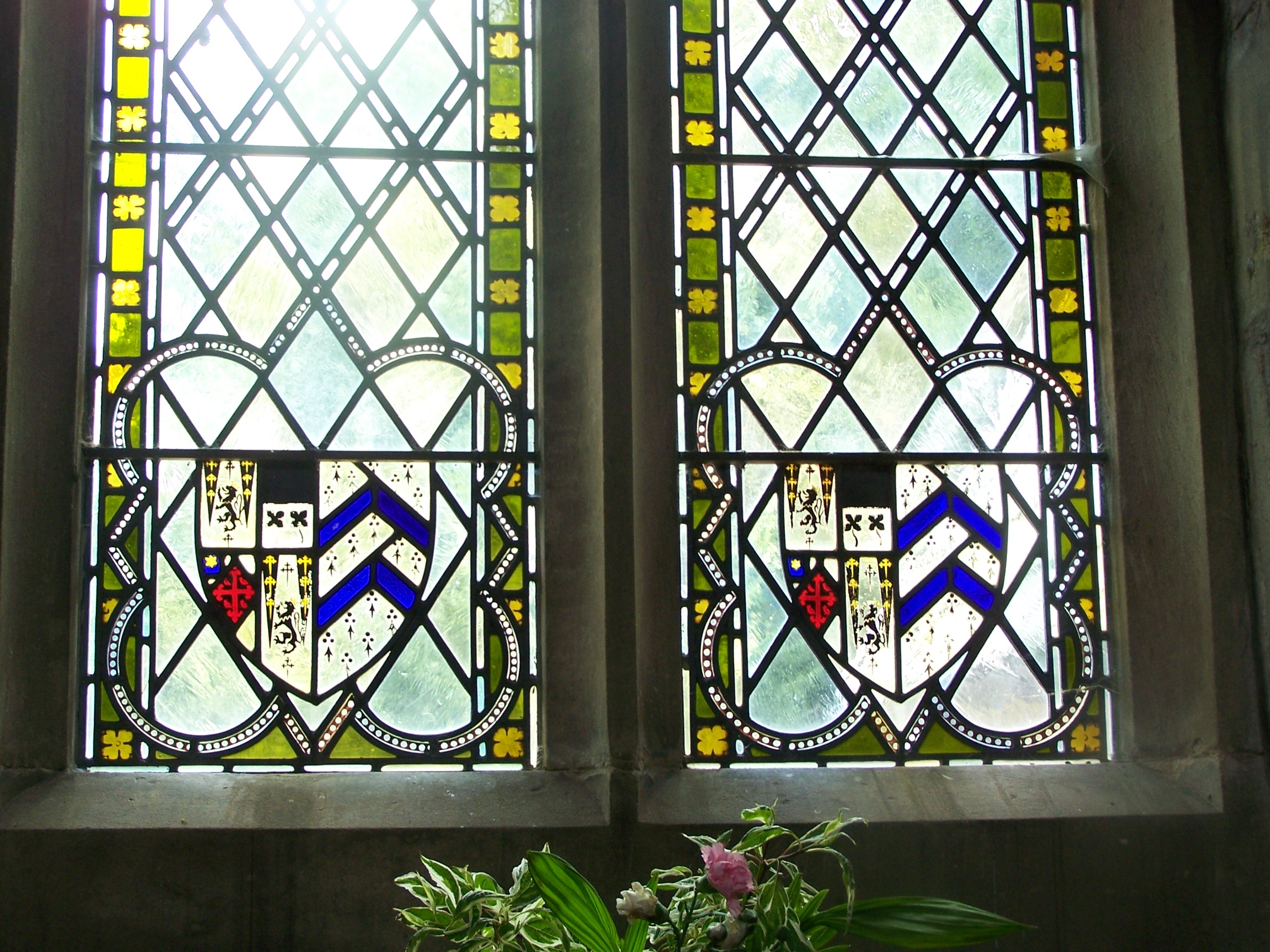
Wappen der Levetts mit dem der Bagots in der Kirche St. Leonard in Blithfield in Staffordshire

Die Mutter von Leutnant Levett und Dyonese Levett Haszard war Maud Sophia (Levett) Levett, Gattin von Captain William Swynnerton Byrd Levett, Friedensrichter, Tochter von Major Edward Levett (10th Royal Hussars) aus Rowsley in Derbyshire, einem Nachfahren der Levetts von Wychnor Hall, und seiner Gattin Caroline Georgina, Tochter von Reverend Charles Longley, Erzbischof von Canterbury. (Major Levetts zweite Gattin war Susan Alice Arkwright, eine Nachfahrin von Sir Richard Arkwright.)
Maud Levett, die väterlicher- wie mütterlicherseits von den Levetts abstammte, war eine Schriftstellerin religiöser und spiritueller Themen, die etliche Bücher veröffentlichte, ebenso wie die Memoiren ihres Sohnes Leutnant Levett, eines Absolventen des Eton College, der im Ersten Weltkrieg zweimal verwundet wurde und dann in Frankreich fiel. (Eine frühere Levett, die in Milford Hall lebte, die unverheiratete Frances M. Levett, schrieb ebenfalls etliche Bücher, z. B. „Gentle Influence: or the Cousin's Visit“, die in London unter ihren Initialen veröffentlicht wurden.)
Colonel Gerald Fenwick Haszard diente 1952 als High Sheriff of Staffordshire und Richard Byrd Levett Haszard bekleidete 2009 dieses Amt. (Die Familie Levett repräsentierte Staffordshire im 18. und 19. Jahrhundert im Parlament.)
Die Levetts von Milford Hall gingen zum Beten lange in den nahegelegene St.-Thomas-Kirche in Walton-on-the-Hill, die 1842 als Nebenkirche der Pfarrkirche errichtet worden war. In dieser Kirche gibt es etliche Denkmäler der Familie Levett. In der St.-Thomas-Kirche finden sich auch ungewöhnliche, blaue Minton-Fliesen mit den Initialen der Levetts in rötlich-gelben Buchstaben.
Es gibt auch Denkmäler der Familie in der St.-Augustin-Kirche im nahegelegenen Rugeley und in der Kirche der Heiligen Dreifaltigkeit in Berkswich, wo die Familien Levett und Chetwynd private Kirchensitze hatten.
In der Nähe liegt Shugborough Hall, der traditionelle Sitz der Familie Anson, der Earls of Lichfield. Die Familie Levett aus Milford Hall ist mit dem Ansons verwandt.
Die Levetts und die Bagots von der nahegelegenen Pype Hayes Hall, ein Zweig der Bagots aus Bagot's Bromley und Blithfield Hall, heirateten ebenfalls gegenseitig in ihre Familien ein.
Ein weiterer, entfernter Zweig der Levetts aus Sussex besaß Packington Hall und Wychnor Hall, zwei weitere Landhäuser in Staffordshire. Schließlich wurden diese beiden Zweige der Familie Levett wieder durch Heirat vereinigt, sodass die derzeitigen Eigentümer von Milford Hall von beiden Zweigen abstammen.
Die Levetts von Milford Hall haben auch in andere Landbesitzerfamilien eingeheiratet. Die Levett-Scrivener-Familie z. B. lebt bei Yoxford in Suffolk, wo ihnen seit Jahrhunderten die Ruinen von Sibton Abbey, der einzigen Zisterzienserabtei in East Anglia, gehören.
Nicht alle Levetts behielten ihren Familiennamen. Lieutenant-Colonel Richard W. B. Mirehouse (1849–1914), 1886 High Sheriff of Pembrokeshire in Wales und Lieutenant-Colonel des 4. Battalions des North Staffordshire Regiments, wurde als Richard W. B. Levett in Milford Hall geboren, änderte seinen Namen jedoch in Mirehouse, den Namen der Familie seiner Mutter.
Milford Hall befindet sich in privater Hand und weder das Landhaus noch das Anwesen sind öffentlich zugänglich.